# Swietenia krukovii
Swietenia krukovii är en tvåhjärtbladig växtart som beskrevs av Henry Allan Gleason. Swietenia krukovii ingår i släktet Swietenia och familjen Meliaceae. Inga underarter finns listade i Catalogue of Life.